# کوول (اکلاهما)
کوول(به انگلیسی: Cole) شهری در ایالت اکلاهما کشور ایالات متحده آمریکا است که جمعیت آن در سرشماری سال ۲۰۱۰ میلادی، ۵۵۵ نفر بوده‌است.